# Epigonus pandionis
Epigonus pandionis és una espècie de peix pertanyent a la família dels epigònids.

## Descripció
- Pot arribar a fer 19,4 cm de llargària màxima.
- 7 espines i 10 radis tous a l'aleta dorsal i 2 espines i 9 radis tous a l'anal.
- Manca d'espines operculars.
- Peduncle caudal curt.
- Els exemplars de menys de 8 cm de longitud presenten una franja fosca al peduncle caudal i un anell negre i prim a la part central del mateix peduncle, els quals desapareixen quan l'animal assoleix els 11 cm de llargada).[3][4][5]

## Depredadors
Als Estats Units és depredat per Merluccius albidus.

## Hàbitat
És un peix marí, mesobentònic-pelàgic i batidemersal que viu entre 200 i 600 m de fondària (normalment, entre 300 i 500) sobre el fons marí del talús continental i entre les latituds 37°N i 35°S.

## Distribució geogràfica
Es troba a l'Atlàntic occidental (des de Nova Jersey i el nord del golf de Mèxic fins al nord-est de Sud-amèrica) i l'Atlàntic oriental (des del golf de Guinea fins a l'extrem sud d'Àfrica).

## Observacions
És inofensiu per als humans.